# Macina (krets)
Cercle de Macina är en krets i Mali.   Den ligger i regionen Ségou, i den sydvästra delen av landet, 300 km nordost om huvudstaden Bamako. Antalet invånare är 237 477. Arean är 11 750 kvadratkilometer.
Terrängen i Cercle de Macina är mycket platt.